# Jag får aldrig vara me'
Jag får aldrig vara me' (originaltitel: Early to Bed) är en amerikansk kortfilm med Helan och Halvan från 1928, i regi av Emmett J. Flynn.

## Handling
Duon är hemlösa dagdrivare tills Helan får ärva en förmögenhet och anställer Halvan som betjänt i syfte att plåga honom. Till slut får Halvan nog och bestämmer sig för att ge igen.

## Om filmen
Helan och Halvan gjorde endast två filmer där bara de själva medverkade, och det här är den ena. Den andra heter Brats och spelades in under 1930.

## Rollista
- Stan Laurel – Halvan
- Oliver Hardy – Helan
- Buster – husets hund